# أندريا هيويت
أندريا هيويت (بالإنجليزية: Andrea Hewitt) هي تريثلت نيوزيلندية، ولدت في 4 أبريل 1982 في كرايستشرش في نيوزيلندا.

## وصلات خارجية
- أندريا هيويت على موقع اتحاد الترياتلون الدولي (الإنجليزية)
- أندريا هيويت على موقع IAT Triathlon Database (الإنجليزية)
- أندريا هيويت على موقع اللجنة الأولمبية الدولية (الإنجليزية)
- أندريا هيويت على موقع أوليمبيديا (الإنجليزية)
- أندريا هيويت على موقع اللجنة الأولمبية النيوزيلندية (الإنجليزية)
- أندريا هيويت على موقع اتحاد ألعاب الكومنولث (مؤرشف) (الإنجليزية)
- أندريا هيويت على موقع اتحاد ألعاب الكومنولث (مؤرشف) (الإنجليزية)